# Alexei Stepanowitsch Suetin
Alexei Stepanowitsch Suetin (russisch Алексей Степанович Суэтин, wiss. Transliteration Aleksej Stepanovič Suėtin; * 16. November 1926 in Sinowjewsk; † 10. September 2001 in Moskau) war ein sowjetisch-russischer Großmeister im Schach (1965) sowie ein Autor von Schachbüchern.

## Leben
Zwar gehörte Alexei Suetin nie zur absoluten Weltspitze, aber er nahm an zehn UdSSR-Meisterschaften und zahlreichen internationalen Turnieren teil. 1961 wurde er Internationaler Meister, 1965 Großmeister. 1996 wurde er in Bad Liebenzell Weltmeister der Senioren.
Suetin war Trainer und Sekundant verschiedener Spitzengroßmeister, u. a. von Weltmeister Tigran Petrosjan, der sich mit ihm auf verschiedene Weltmeisterschaftskämpfe vorbereitete.
Seine höchste Elo-Zahl von 2560 erreichte er im Juli 1971. Vor Einführung der Elo-Zahlen betrug seine beste historische Elo-Zahl 2701. Diese erreichte er im Oktober 1970.
Als Schachbuchautor veröffentlichte er mehr als 20 Werke, vorwiegend Schachlehrbücher, Eröffnungsübersichten und Werke über Schachmeister. In dem Band Typische Fehler unternahm Suetin eine Kategorisierung häufig vorkommender Fehler und analysierte die vorwiegend psychologischen Elemente des Spiels. Für sein letztes Buch, Stufen zur Meisterschaft im Schach, TOO Nowina, Moskau, 1998, ISBN 5-89036-069-8, erhielt der Autor wegen einer Insolvenz des Verlags sein Honorar in Büchern.
Suetin war mit Kira Sworykina verheiratet und hatte mit ihr einen gemeinsamen Sohn.
Alexei Suetin starb 2001 an einem Herzanfall.

## Werke
- Schachlehrbuch für Fortgeschrittene, insgesamt 6 Auflagen (1971, 1973, 1975, 1979, 1981, 1989), alle Sportverlag, Berlin[3]
- Schachstrategie für Fortgeschrittene 1 + 2, 1976, Sportverlag, Berlin
- Typische Fehler, 1980, Sportverlag, Berlin
- Lehrbuch der Schachtheorie (2 Bde.), 1981, Sportverlag, Berlin
- Russisch bis Königsgambit, 1982, Sportverlag, Berlin
- Französisch bis Nimzowitsch-Eröffnung, 1982, Sportverlag, Berlin
- Caro-Kann bis Aljechin-Verteidigung, 1983, Sportverlag, Berlin
- Schachstrategie der Weltmeister, 1983, Sportverlag, Berlin
- Moderne Denkmethoden des Schachspielers, 1985, Franckh, Stuttgart
- Erfolgreich eröffnen, 1987, Sportverlag, Berlin
- Das Schachgenie Paul Keres, 1987, Sportverlag, Berlin
- Schachtraining, 1988, Sportverlag, Berlin
- Modernes Mittelspiel, 1988, Sportverlag, Berlin
- Das Schachgenie Botwinnik, 1990, Sportverlag, Berlin
- Angreifen mit Wolga-Gambit, 1990, Sportverlag, Berlin
- Französisch. Systeme nach 3. Sc3, 1991, Sportverlag, Berlin
- Stunde der Sekundanten, 1995, Verlag Bock und Kübler, Berlin
- David Bronstein, 1996, Verlag Bock und Kübler, Berlin
- Tigran Petrosjan, 1997, Verlag Bock und Kübler, Berlin
- Grundlagen des modernen Eröffnungsspiels, 1997, Schachverlag Kania, Schwieberdingen